# الانتخابات الفيدرالية الألمانية 1919
أجريت الانتخابات الفيدرالية في ألمانيا في 19 يناير 1919، على الرغم من أن أعضاء الجيش الدائم في الشرق صوتوا لممثليهم فقط في 2 فبراير. كانت الانتخابات الأولى من جمهورية فايمار الجديدة التي أعقبت الحرب العالمية الأولى وثورة 1918-1919، والأول الذي أعطى حق المرأة في التصويت. تم تخفيض سن التصويت أيضًا من 25 إلى 21 عامًا. الدوائر الانتخابية القديمة التي تم تمثيلها بشكل كبير في المناطق الريفية التي تم إلغاؤها وتم إجراء الانتخابات باستخدام التمثيل النسبي.
سمح للمواطنين النمساويين الذين يعيشون في ألمانيا بالتصويت، بالطريقة نفسها التي سُمح بها للمواطنين الألمان الذين يعيشون في النمسا بالتصويت في انتخابات الجمعية الدستورية النمساوية في نفس العام.